# 斎藤宏介
斎藤 宏介（さいとう こうすけ、1985年6月24日 - ）は、日本の歌手、ギタリスト。3人組ロックバンドUNISON SQUARE GARDEN、および2人組ユニットTenTwentyでボーカルとギターを担当している。
以下、UNISON SQUARE GARDENについては引用部などの特例を除き「USG」と略称する。

## 来歴
- 米国ニューヨーク州・スカースデイル出身[2]。4歳までスカースデイルで過ごし、その後は英国やシンガポールなど[3]を転々とする。
- 英国では日本人小学校に通う。小学校卒業の頃に日本に帰国。早稲田実業学校高等部に入学。早稲田大学社会科学部に進学。
  - 小学校の1年後輩に佐々木亮介 (a flood of circle)[注 2]が、中学校の同級生に吉木諒祐 (THE NOVEMBERS) が、高校の1年後輩にSKY-HIがいる。またUSGのメンバーである田淵智也は高校～大学の同級生[注 3]であった。
- 高校時代はBRAHMANやTHE BACK HORNのコピーバンドで活動し、主にリードギターとコーラスを担当していた。その後「自分でボーカルを取りたい」と思うようになり[4]、大学入学直後の2004年7月に田淵智也、鈴木貴雄を誘って「ユニゾン」を結成。まもなく改称しUNISON SQUARE GARDENとなった。
- 2014年3月 - 声帯ポリープ切除の手術を行う。このためUSGは1ヶ月半ほど活動休止。
- 2016年 - 自身主催のソロ公演「SK's Session」を開始。基本的にアコースティックギターの弾き語りスタイルによるライブを行っている。
  - SK's Sessionを始めたきっかけについては、「UNISON SQUARE GARDENではできない、自分の中から出てくる音楽的表現をする場にしたかった」と語っている[5]。
- 2019年 - SK's Sessionでの共演経験もあるベーシスト・須藤優と共にXIIXを結成。メインソングライターとして作詞・作曲も手掛けている。
- 2023年12月 - スペースシャワーTVで放送されている自身のレギュラー番組である「斎遊記」の公式Xが開設された[6][7]。また、渋谷 CLUB QUATTROにて家入レオ、TAIKING (Suchmos)、キュウをゲストに招き「斎遊記-渋谷編-」を開催した[8]。
- 2024年 - フジファブリックの山内総一郎とのユニットである山斎を結成し、ライブやトーク・セッションイベントなどに出演。11月29日、11月30日にはYogibo META VALLEYにてGEN、山田将司、パーマ大佐をゲストに招き「斎遊記-難波編-」を開催した[9]。
- 2025年 - 5月4日に開催される「VIVA LA ROCK 2025」にて「斎遊記 -さいたま編- (斎藤宏介 from UNISON SQUARE GARDEN / TenTwenty)」として出演。2024年にフジファブリック山内総一郎と結成したユニット山斎によるイベント「山内総一郎×斎藤宏介 セッションライブ 山斎 -SANSAI- 2025」を5月11日にはなんばHatch、5月15日にはKT Zepp Yokohamaで開催。FM802にて斎藤がDJを務めるラジオ番組「802 PSY TONE RADIO」が4月5日から放送開始。同番組は一年間にわたって放送され、毎週土曜日23時から24時の放送となる[10]。また番組公式X、Instagramが開設された。

## 人物
- 3歳上の兄がいる。ギターに初めて触れたきっかけも「兄が買ってきたガットギターをこっそり自分で弾き始めた」ことだと語っている[3]。
- 好きな邦楽バンドとしてsyrup16g、GRAPEVINE、椿屋四重奏、ACIDMANなどを挙げている。高校時代は家を出ている間も部屋に充満させたくて、無人の部屋でCDをリピート再生するほどBUMP OF CHICKENが好きだと語っている。USG結成後は洋楽もよく聴くようになり、好きなアーティストとしてRed Hot Chili PeppersやJamiroquaiなどを挙げている。
- 初めて買ってもらったCDにglobeの『Can’t Stop Fallin’ in Love』、初めてギターで弾いた曲にスピッツの『チェリー』、バンドをやるきっかけとなったアルバムにsyrup16gの『神のカルマ』を挙げている[11]。
- 中学時代はバスケットボール部のキャプテンをやっていた[12]。
- ビールが大好物である。
- ライブ時の衣装について、「衣装を毎回考えるのが面倒くさく、 決まったことをする時に決まったものを着ることで、その自分になれる心の切り替え方が好きなため、シャツにネクタイというスタイルになった」「シャツのアイロンは自分でかける」と語っていた[13]。現在はクリーニングに出している。

## 使用機材

### ギター
- ATELIER Z Lower East Side (Off White)
ATELIER Zのストラトキャスタータイプ。当時大学生であった2006年に入手し、2024年までUSGのメインギターとして使用。
- ATELIER Z Original Custom Model (White)
USGのライブにおいてサブとして運用されているギター。スペックは上記Lower East Sideとほぼ同じだが、ヘッドの形状が若干異なる。またLower East Sideよりも鮮明なホワイトカラーとなっている。
- Fender Custom Shop Lady Killer Stratocaster
フェンダーのシニアマスタービルダーであったカイル・マクミリンにカスタムオーダーして製作されたギター。2025年からUSGのメインギターとして使用されている。
- ATELIER Z Z#355 (TP-RD)
フル・アコースティック・ギター。「mix juiceのいうとおり」「Numbness like a ginger」MVで使用。
- Fender Custom Shop 1959 Jazzmaster Journeyman Relic (Aged Olympic White)
TenTwentyでのメインギター。大半のライブやMVで使用している。
- Fender Custom Shop Time Machine Series 1963 Telecaster NOS (Candy Apple Red)
2009年のクリスマスに購入。初めて入手したフェンダー製ギター。「MR.アンディ -party style-」「cody beats」「君の瞳に恋してない」のMVに登場するほか、一時期ライブでも使用されていた。
- Fender Custom Shop 2012 Closet Classic Stratocaster PRO (2-Tone Sunburst)
2012年よりレコーディングで使用。「桜のあと (all quartets lead to the?)」「春が来てぼくら」のMVでも使用。
- Fender Custom Shop Michael Landau Signature 1963 Relic Stratocaster (Fiesta Red)
ディレクターが所有する同モデルをレコーディングに使用し、のちに自分で同じものを購入した。USG及びTenTwentyのレコーディングやMV、ライブに使用されている。FENDER FLAGSHIP TOKYOにて期間限定で実機展示された[14]。
- Fender Custom Shop 1961 Stratocaster H. Relic
ジョン・クルーズが製作したもの。TenTwentyのライブで使用。
- Fender American Acoustasonic Stratocaster (Dakota Red)
TenTwentyのライブで使用。
- Gibson Les Paul Custom (年代不明)
USG結成初期に使用。「バンドにとってロックな音じゃなかった」との思いから、Lower East Side入手後は使用されていない。
- Gibson Custom Shop Historic Collection 1959 Les Paul Standard Reissue VOS
TenTwentyのレコーディングで使用。
- Gibson ES-335TD 1969 (Polaris White)
TenTwentyのライブで使用。
- Martin D-28
アコースティック・ギター。SK's Session及びTenTwentyのライブで使用。
- Gibson J-45 (Sunburst)
TenTwentyのライブで使用。

### ペダルボード
USGで使用されているペダルについて記述している。(2025年3月現在)
- Vemuram Jan Ray
トランスペアレント系オーバードライブ系エフェクター。さまざまな楽曲のコードバッキングに使われる[15]。Divided by 13のCJ11と組み合わせて使用。
- Way Huge Saucy Box HC
チューブアンプの自然なトーンを再現したといわれる[16]オーバードライブ系エフェクター。リード・ソロで使われる[15]。
- FRIEDMAN BE-OD
ディストーション系エフェクター。Saucy Box HCよりもさらに強い歪みを必要とするリード・ソロで使われる[15]。
- OOPEGG Super Retro Reverb
リバーブエフェクター。程よい残響音とローノイズ化を実現したリバーブ[17]。さまざまな楽曲のソロなどで使われている。
- DigiTech Whammy 5
ピッチ・ベンディング・ユニット。「シュガーソングとビターステップ」や「世界はファンシー」のソロなどで使われている。
- Eventide Pitch Factor
ストンプボックスシリーズのピッチシフター。リフでは「オリオンをなぞる」や「kaleido proud fiesta」、ソロでは「桜のあと (all quartets lead to the?)」や「オーケストラを観にいこう」などで使われている。
- LINE 6 M9
マルチエフェクター。ディレイやオート・ワウなどのエフェクトをプリセット。
- Sonic Research ST-300
チューナー。
- FREE THE TONE Audio Routing Controller ARC-4
スイッチャー。

## 参加作品
| 発売日         | アーティスト・タイトル                                      | 楽曲名                         | 参加パート             |
| -------------- | ----------------------------------------------------------- | ------------------------------ | ---------------------- |
| 2015年04月15日 | Sugar&The Radio Fire 『FM802×TSUTAYA ACCESS!』              | 「Music Train ～春の魔術師～」 | ゲストボーカル         |
| 2017年11月29日 | 東京スカパラダイスオーケストラ 『白と黒のモントゥーノ』     | 「白と黒のモントゥーノ」       | ゲストボーカル、ギター |
| 2018年04月18日 | Radio Bestsellers 『FM802×TSUTAYA ACCESS! SPECIAL EDITION』 | 「栞」                         | ゲストボーカル         |
| 2018年06月27日 | SKY-HI 『Snatchaway / Diver's High』                        | 「Diver's High」               | ギター、コーラス       |
| 2019年12月04日 | Schroeder-Headz 『ゲスト・スイート』                        | 「ハルシュラ」                 | ゲストボーカル         |
| 2020年03月04日 | MIZU 『MIZU』                                               | 「水色」                       | ギター                 |
| 2021年10月13日 | TK from 凛として時雨 『egomaniac feedback』                 | 「掌の世界」                   | ゲストボーカル、ギター |